# Chirmont
Chirmont település Franciaországban, Somme megyében. Lakosainak száma 153 fő (2022. január 1.). Chirmont Chaussoy-Epagny, Esclainvillers, La Faloise, Louvrechy és Sourdon községekkel határos.

## Népesség
A település népességének változása:
| Lakosok száma | 123  | 122  | 119  | 126  | 136  | 145  | 149  | 153  |
|               | 2013 | 2015 | 2017 | 2018 | 2019 | 2020 | 2021 | 2022 |